# Marian Warmuzek
Marian Dominik Warmuzek (ur. 27 stycznia 1895 w Krakowie, zm. wiosną 1940 w Charkowie) – kapitan administracji (piechoty) Wojska Polskiego, ofiara zbrodni katyńskiej.

## Życiorys
Syn Jana i Józefy z Nyczów urodzony 27 stycznia 1895 w Krakowie. Kształcił się w C.K. Gimnazjum św. Anny w Krakowie, gdzie w 1913 ukończył VI klasę, a w trakcie nauki w VII klasie wystąpił ze szkoły 14 maja 1914.
Podczas I wojny światowej 1914–1918 walczył w szeregach C.K. Obrony Krajowej. Na stopień podporucznika rezerwy został mianowany ze starszeństwem z 1 sierpnia 1916 roku. W 1918 roku jego oddziałem macierzystym był Pułk Strzelców Nr 32.
Po odzyskaniu przez Polskę niepodległości został przyjęty do Wojska Polskiego dekretem z 1 listopada 1918 z zatwierdzeniem posiadanego stopnia porucznika ze starszeństwem z dniem 1 maja 1918. Otrzymał przydział z dniem 1 listopada 1918 do 20 pułku piechoty. Uczestniczył w wojnie polsko-ukraińskiej i wojnie polsko-bolszewickiej 1918–1921 w szeregach 2 pułku Strzelców Podhalańskich.
W okresie pokoju służył w nadal tej jednostce: 1923, 1924 jako oficer nadetatowy (w 1924, 1925 był oficerem instrukcyjnym Powiatowej Komendy Uzupełnień Jasło w Sanoku), w 1928, 1932. Został awansowany do stopnia kapitana piechoty ze starszeństwem z dniem 1 czerwca 1919. W latach 20. został instruktorem oddziału Związku Strzeleckiego w Sanoku. W latach 20. był dyrygentem chóru oficerskiego przy sanockim pułku. 24 maja 1924 uczestniczył w zjeździe komitetów powiatowych wychowania fizycznego i przysposobienia wojskowego w Przemyślu. W 1925 był komendantem grupy I obozów letnich Przysposobienia Wojskowego Dowództwa Okręgu Korpusu Nr X. Wraz z kpt. Tadeuszem Ochęduszką był także przydzielony do nauki w sanockim gnieździe Towarzystwa Gimnastycznego „Sokół” w Sanoku, gdzie działał osobny oddział Przysposobienia Wojskowego. Prowadził zajęcia terenoznawstwa i kartografii dla harcerzy sanockiego hufca. Był inicjatorem budowy stadionu piłkarskiego w Sanoku (wraz z nim por. Roman Folwarczny). W 1933, 1934 był komendantem obwodowym Wychowania Fizycznego i Przysposobienia Wojskowego. W 2 Pułku Strzelców Podhalańskich służył do 1933. Następnie został oficerem 70 pułku piechoty w Pleszewie, w którym był komendantem obwodowym WF i PW. Uczestniczył w spotkaniu organizacyjnym Koła Związku Oficerów Rezerwy RP w Jarocinie, zawiązanego 9 maja 1937. W marcu 1939 pełnił służbę w Państwowym Urzędzie Wychowania Fizycznego i Przysposobienia Wojskowego na stanowisku kierownika referatu sportu.
Po wybuchu II wojny światowej, kampanii wrześniowej i agresji ZSRR na Polskę z 17 września 1939 w nieznanych okolicznościach dostał się do niewoli sowieckiej i przebywał w obozie w Starobielsku. Wiosną 1940 został zamordowany przez funkcjonariuszy NKWD w Charkowie i pogrzebany potajemnie w bezimiennej mogile zbiorowej w Piatichatkach, gdzie od 17 czerwca 2000 mieści się oficjalnie Cmentarz Ofiar Totalitaryzmu w Charkowie. Figuruje na Liście Starobielskiej NKWD pod pozycją 547.
Był żonaty ze Stanisławą, z którą miał syna Mariana (zm. 4 października 1919 w wieku 9 miesięcy).

## Upamiętnienie
5 października 2007 minister obrony narodowej Aleksander Szczygło mianował go pośmiertnie na stopień majora. Awans został ogłoszony 9 listopada 2007 w Warszawie, w trakcie uroczystości „Katyń Pamiętamy – Uczcijmy Pamięć Bohaterów”.

## Ordery i odznaczenia
- Złoty Krzyż Zasługi
- Srebrny Krzyż Zasługi (3 sierpnia 1928)[43][44]
- Medal Pamiątkowy za Wojnę 1918–1921
- Medal Dziesięciolecia Odzyskanej Niepodległości